# かながわ考古学財団
かながわ考古学財団（かながわこうこがくざいだん）は、神奈川県横浜市内に本部を置く公益財団法人。神奈川県内の周知の埋蔵文化財包蔵地=遺跡を公共事業等による開発工事に先立って発掘調査して発掘調査報告書を刊行するほか、埋蔵文化財を活用した普及啓発活動を行っている。

## 概要
1993年（平成5年）10月21日に神奈川県が設立した財団法人かながわ考古学財団を前身とし、2011年（平成23年）4月1日より神奈川県から分離し公益財団法人となった。横浜市南区中村町の神奈川県埋蔵文化財センター内に本部事務所を置いている。
文化財保護法に基づき、大規模な公共事業（高速道路建設工事等）に伴って破壊される遺跡（周知の埋蔵文化財包蔵地）を、発掘調査による「記録保存」の手段によって保護するため、その業務を受託し、発掘調査を実施する。
同時に、県民の埋蔵文化財保護に対する理解を深め、郷土の歴史・文化に対する関心を高めることに寄与するため、発掘調査現場説明会や調査成果報告会などを開催し、普及啓発活動を行っている。
2021年（令和3年）10月21日より、公式YouTubeチャンネル「かながわ考古学財団ちゃんねる」を開設し、県内で行っている発掘調査現場の紹介や、検出された遺構・遺物などの成果報告、埋蔵文化財や発掘調査・考古学に関する用語解説動画などを公開して、遺跡や発掘に関する情報を発信している。またこのほか、公式Facebook・公式Twitterでの情報発信も行っている。

## 施設
- 本部:〒232-0033 横浜市南区中村町三丁目191番地1（神奈川県埋蔵文化財センター内）
- 野庭出土品整理室:〒234-0056 神奈川県横浜市港南区野庭町1660（旧神奈川県立野庭高等学校校舎）
- 門沢橋出土品整理室:〒243-0426 神奈川県海老名市門沢橋685-1（2022年〈令和4年〉6月1日開所[2]）